# Giacomo Petrotta
Giacomo Petrotta (Minu Petrotë in albanese; Piana degli Albanesi, ... – ...; fl. XX secolo) è stato un attivista italiano di etnia albanese, antimilitarista e comunista, leader della rivolta siciliana detta Nonsiparte del 1944 e fondatore della Repubblica contadina di Piana degli Albanesi (1944-1945).

## Biografia
Durante la rivolta antimilitarista Nonsiparte (dal grido "nun si parti, nun si parti!!!") dei disertori siciliani nel 1944 a Piana degli Albanesi, fu il ventisettenne Giacomo Petrotta a pilotare il rifiuto di vestire la divisa. Egli il giorno di Natale si dimise dal PCI, in palese netto contrasto con le posizioni ufficiali in merito. Di fatto Petrotta era il "capopopolo" di Piana degli Albanesi, un popolo "rosso" di un comunismo legato alla terra, alla disparità tra ricchi e poveri, alla fame, molto distante da quello istituzionale ufficiale.
Alle 14.30 del 18 dicembre 1944, un folto gruppo di dimostranti con alla testa Petrotta improvvisava il grido di "Abbasso l'esercito e la guerra!", per poi essere dispersi dalla forza pubblica. Ma il 19 dicembre Petrotta tornò in piazza per un discorso pubblico sulla stessa tematica antimilitarista, rifiutando al popolo l'essere "carne da cannone" mentre i fascisti "si imboscavano". Dal suo discorso i popolani rivoltosi diedero vita a proprie Commissioni per la gestione degli alimentari .
Il 30 dicembre 1944, con un discorso pubblico, fonda la Repubblica Popolare di Piana degli Albanesi.
Nel gennaio 1945 viene approcciato dal bandito Giuliano, ma rifiuta di allearvisi. Il 12 gennaio Petrotta viene arrestato.
Petrotta completerà la sua parabola politica appoggiando negli anni cinquanta la DC locale.
Secondo alcune ricostruzioni (cfr. Francesco Petrotta La Repubblica contadina di Piana degli Albanesi del 1945, Palermo 2006) la sua non fu una sommossa esclusivamente di sinistra, così come l'accusa a Petrotta ed altri d'aver dato luogo ad un esperimento repubblicano sarebbe stata in realtà una “montatura” poliziesca per giustificare l'intervento repressivo.